# Duco Wilhelm Sickinghe
Jhr. Duco Wilhelm Sickinghe (Zeist, 3 mei 1888 - Den Haag, 4 maart 1983) was een Nederlands luitenant-kolonel der artillerie, ordonnans-officier van koningin Wilhelmina der Nederlanden, lid van de Ordedienst en bestuurder van talrijke organisaties. Zo was hij voorzitter van de Koninklijke Militaire Bond Pro Rege en de Nederlandse Vereniging van Ex-Politieke Gevangenen.

## Biografie
Sickinghe, telg uit het Groningse, oud adellijke regententengeslacht Sickinghe, werd in 1888 geboren als zoon van jhr. Onno Joost Sickinghe (1858-1948), gemeenteraadslid en gemeenteontvanger van Zeist, en Johanna Ignatia Jacoba Nepveu tot Ameide (1858-1942), telg uit het adellijke geslacht Nepveu. Duco was een kleinzoon van Pieter Feijo Onno Sickinghe (1824-1885); luitenant-kolonel der infanterie, bestuurder en page van koning Willem II. Zijn overgrootvader was jhr mr. Onno Joost Sickinghe (1782-1845); provinciaal politicus, belastinginspecteur, rechter, bestuurder en oprichter van het Koninklijk Natuur- en Scheikundig Gezelschap. Zijn bet-overgrootvader van moeders kant, Thimon Cornelis graaf van Heerdt tot Eversberg (1761-1844), was een bekend politicus en opperhofmaarschalk van koning Willem I der Nederlanden. 
De jonkheer Agathon Gerard Sickinghe (1868-1954), luitenant-generaal der artillerie en eerste kamerheer van koningin Wilhelmina der Nederlanden, was een oom van Duco. De jonkheer ir. Pieter Feyo Onno Rembt Sickinghe (1900-1974), intendant der Koninklijke Paleizen te Amsterdam en 's-Gravenhage en directeur van het Koninklijk Huisarchief, was zijn volle neef. 
Sickinghe trouwde in 1921 met jkvr. Wilhelmina Jeanne Marie Elisabeth Radermacher Schorer (1895-1965), telg uit het geslacht Schorer. Samen kregen zij twee kinderen, te weten: 
- jkvr. drs. Cornélie Jeanne Louise Mathilde Sickinghe (1923-2021); universitair docent en gouvernante van de prinsessen Beatrix en Irene, peetmoeder van Prins Constantijn der Nederlanden, echtgenote van de burgemeester van Markelo, jhr. Arnout Jan de Beaufort (1912-1966); telg uit het adellijke geslacht de Beaufort
- jhr. mr. Feyo Onno Joost Sickinghe (1926-2006); Nederlands topbestuurder, advocaat, commissaris, crisismanager, president-directeur van V.M.F. Stork en gemeenteraadslid te Driebergen-Rijsenburg, echtgenoot van Marguerite Cornélie van Eeghen (1928-2016); filantrope en maatschappelijk bestuurslid, telg uit het Amsterdamse koopmans- en patriciërsgeslacht van Eeghen

Hij was grootvader van onder andere:
- prof. jkvr. dr. Inez Duconia de Beaufort (1954), Nederlands hoogleraar gezondheidsethiek
- jkvr. Wilhelmine Jeanne Mathilde Elisabeth Sickinghe (1956), getrouwd met Henri Giscard d’Estaing (1956); Frans zakenman, voormalig politicus en de oudste zoon van voormalig president van de Franse Republiek Valéry Giscard d'Estaing (1926-2020)
- jhr. mr. Duco Willem Sickinghe MBA (1958), Nederlands topbestuurder, CEO van Telenet, president-commissaris van KPN, ondernemer en investeerder

Duco Wilhelm Sickinghe was Officier in de Orde van Oranje-Nassau en Erelid van de Koninklijke Militaire Bond Pro Rege. Hij overleed na een kort ziekbed op 94-jarige leeftijd te 's-Gravenhage in 1983.

## Loopbaan

### Als militair

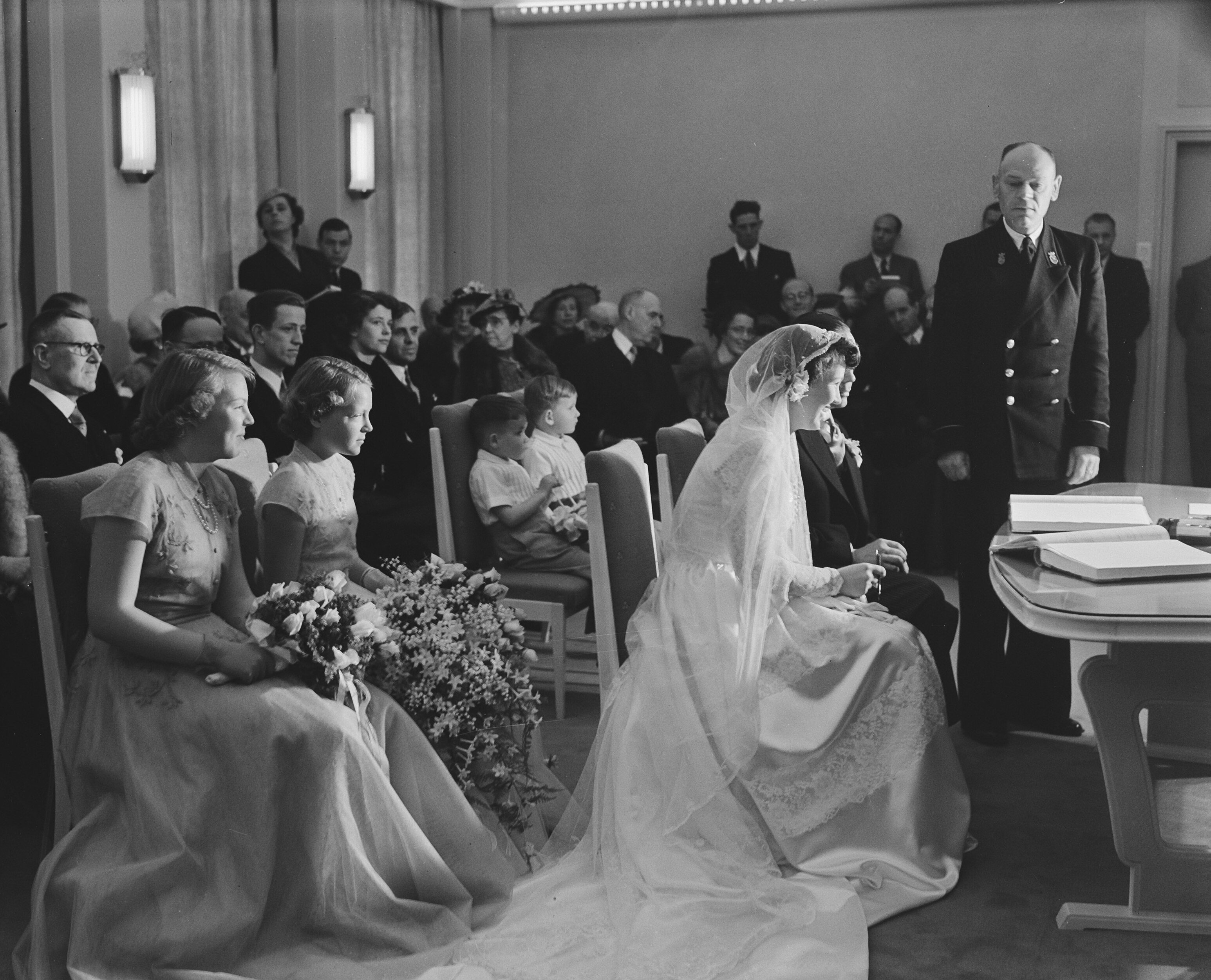
Duco Sickinghe (eerst van links) achter de prinsessen Beatrix en Irene op het huwelijk van zijn dochter Corinne Sickinghe met jhr. Arnout Jan de Beaufort, 30 mei 1953

Sickinghe begon zijn loopbaan als militair in 1905 aan de Cadettenschool te Alkmaar. Voor het toelatingsexamen haalde hij een 10 voor de Franse taal en was hij de No.3 van het examen uit de 150 kandidaten voor de 50 beschikbare plaatsen. Na twee jaar bij de cadettenschool en drie jaar aan de Koninklijke Militaire Academie werd hij in 1909 tweede-luitenant bij het 1e Regiment Veld Artillerie te Utrecht. Op 1 augustus 1914 volgde de mobilisatie en werd hij batterij-commandant in Brabant. Dit bleef hij tot 1917. 
In augustus 1917 volgde een bezoek aan het Duitse front op uitnodiging van de Veldmaarschalk Paul von Hindenburg (1847-1934). Samen met de kapitein jhr. C.M. Storm van 's Gravesande en de reserve-eerste luitenant C.B.J Muller reisde hij naar Berlijn, Hotel Bristol Unter den Linden. In Hotel Adlon bood de missie een diner aan de Duitse officieren aan, die daartoe in aanmerking kwamen. Daarna bezochten zij het hoofdkwartier van de General-Oberst Max von Boehn (1850-1921). Een volgens Sickinghe 'bijzonder lastige man, die 'tot zijn verbazing' hem aan tafel aan zijn rechterhand nam. 
Op 1 oktober 1917 volgde zijn aanstelling als instructeur aan de school voor reserveofficieren te Ede onder het commando van de kapitein Westerveld. Deze functie vervulde hij tot 1 juni 1919. Hij werd luitenant-adjudant van de IIIe afdeling van het Regiment Veld Artillerie te Amersfoort. 

Op 1 oktober 1919 werd Sickinghe ordonnans-officier van koningin Wilhelmina der Nederlanden. In zijn periode als ordonnans-officier was hij aanwezig bij verschillende aangelegenheden. In 1921 volgde het bezoek van Zijne Keizerlijke Hoogheid, de Kroonprins Hirohito (1901-1989) van Japan, vergezeld door zijn oom Prins Kanin aan Nederland. Tijdens dit bezoek werd Sickinghe gevraagd een Japanse Admiraal het Grootkruis in de Orde van Oranje-Nassau om te hangen. In 1922 ontving Sickinghe het ridderkruis in de Orde van de Heilige Schatten. 

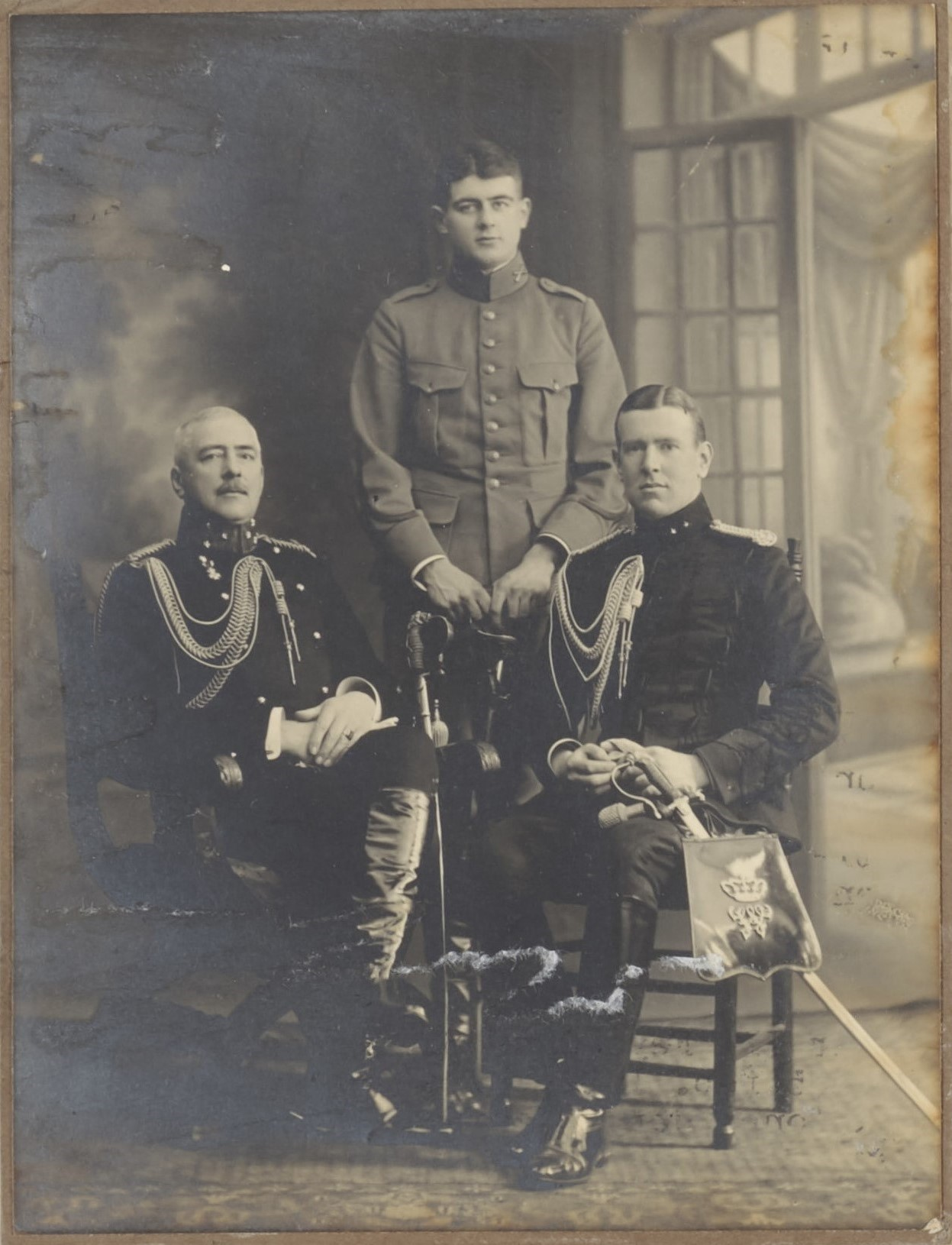
V.l.n.r. jhr. Agathon Gerard Sickinghe (1868-1954), jhr. Pieter Feyo Onno Rembt Sickinghe(1900-1974) en jhr. Duco Wilhelm Sickinghe (1888-1983)

Als lid van de Koninklijke ambassade maakte Sickinghe in oktober 1922 deel uit van een buitengewone missie, naast hem bestaande uit jhr. Cornelis Lubertus van Suchtelen van de Haare (1860-1943) en Reynoud Adolph baron van Hardenbroek van Lockhorst (1874-1946) als vertegenwoordiger van de Koningin bij de kroning van koning Ferdinand I van Roemenië (1865-1927) en koningin Marie van Edinburgh (1875-1938). Naar aanleiding van dit bezoek ontving Sickinghe het officierskruis in de Orde van de Ster van Roemenië (Astra Romana).
Van 1 Mei 1925 tot 1 November 1927 was Sickinghe toegevoegd aan de kolonel, commandant van de 1e artillerie-Brigade; in deze periode tevens officier commissaris belast met de instructie van strafzaken in het garnizoen 's-Gravenhage. Van 1921 tot 1927 was Sickinghe batterij-commandant van de 3e schoolbatterij, 2e Regiment Veld Artillerie. 
In 1930 was Sickinghe secretaris van de studiecommissie, ingesteld door de Nationale Christen Officieren Vereniging. De commissie, verder bestaande uit generaal-majoor jhr. Willem Röell (1873-1958), professor Johannes Kielstra (1878-1951) en ds. Jan van Nes (1886-1949) adviseerde omtrent het vraagstuk van de geestelijke verzorging van de weermacht.
In oktober 1931 volgde een bevordering tot kapitein-adjudant van het 2e Regiment Veld Artillerie en vanaf mei 1934 tot januari 1935 was Sickinghe secretaris van de commissie luchtverdediging Zuiderzeewerken. Van 1935 tot 1936 stond Sickinghe ter beschikking van de inspecteur der burgerwachten met bestemming dienst te verrichten bij de Vrijwillige Burgerwacht te Amsterdam.
Op eigen verzoek ging hij op 1 januari 1936 met pensioen nadat hij had berekend dat hij voor promoties nog zeker 2x moest verhuizen. Hij werd op 1 mei 1938 bevorderd tot reserve-majoor. 

### Tijdens de Tweede Wereldoorlog

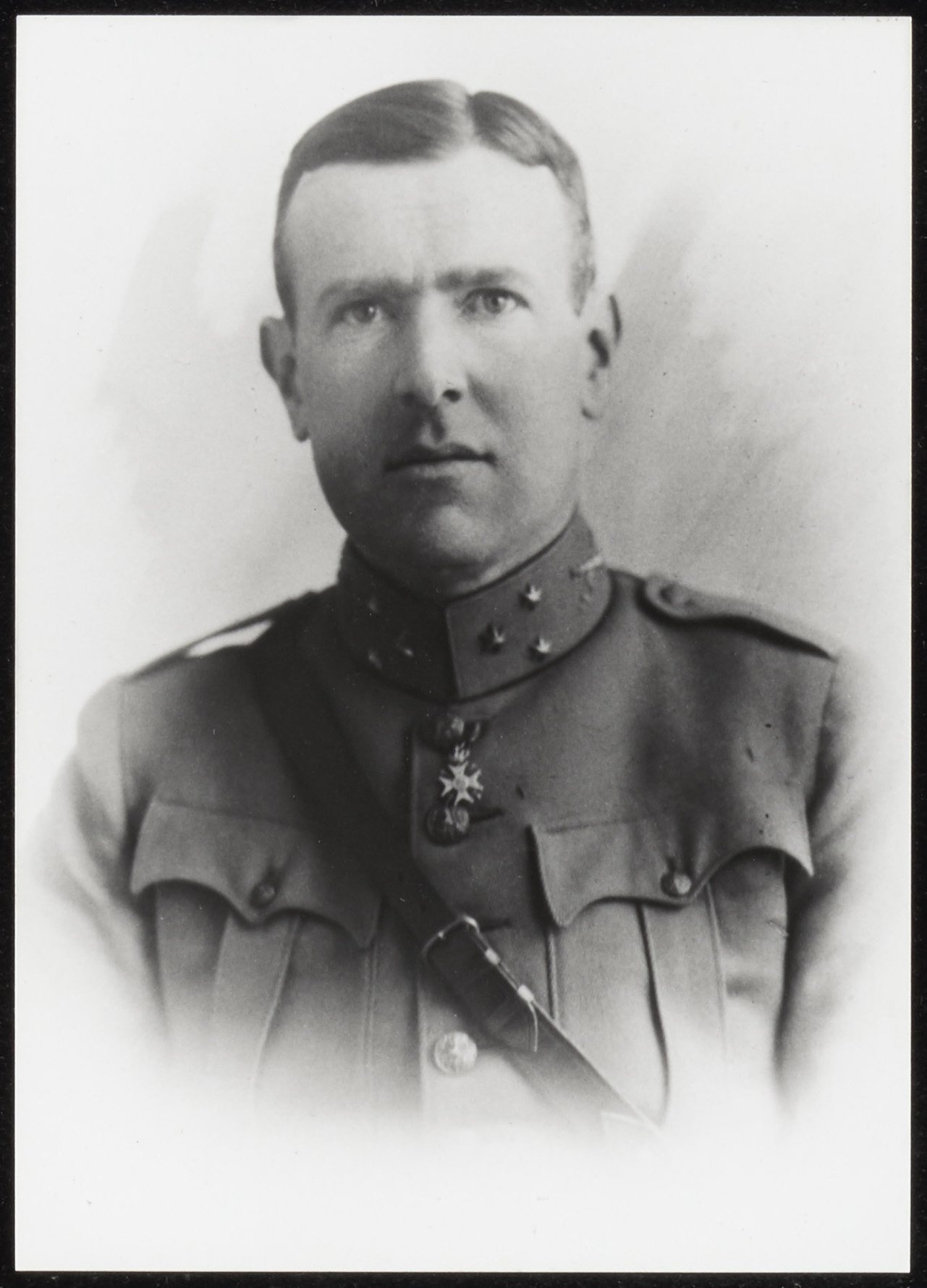
Duco Sickinghe in militair uniform

Tijdens de mobilisatie in 1939-1940 in Brabant (Oss) werd hij commandant van de IIIe legerkorpstrein. Op 1 April 1940 werd hij commandant van het 1e Depot Bereden Artillerie te 's-Gravenhage. In die functie maakte hij de oorlogsdagen mee. 
Op 14 mei 1940 werd hij automatisch krijgsgevangene door de capitulatievoorwaarden. Niet veel later was het in het belang van de Duitsers om enkele krijgsgevangen vrij te laten ten behoeve van het productie-proces. En dus kwam Duco eind juni 1940 weer thuis. Tijdens deze periode kwam de overste Johan Hendrik Westerveld (1880-1942) bij hem op bezoek. Deze verklaarde dat indien de Duitsers plotseling tot aftocht zouden worden gedwongen, er geen gezagsapparaat ter beschikking zou staan van de opvolgende Nederlandse autoriteit. Westerveld verzocht Sickinghe hem bij te staan bij het organiseren van de Ordedienst en dan ook toe te treden. Duco zegde dit toe onder het uitdrukkelijke beding dat zijn naam niet op indelingsstaten of andere schrifturen zou verschijnen en dat hij voor de generaal Wesseling, aangewezen commandant van Den Haag, een synoniem zou krijgen. Hieraan dankte Duco uiteindelijk het feit dat hij bij het oprollen van de Ordedienst in april 1941 op vrije voeten bleef.
Even later kwam Sickinghe alsnog in de problemen. Ditmaal door de Commissaris voor niet-commerciële verenigingen en stichtingen; de in Duitsland geboren Nederlandse nationaalsocialist Hans Werner Müller-Lehning (1895-1945). Sickinghe was vice-voorzitter en penningmeester van de Koninklijke Militaire Bond. De bond was verantwoordelijk voor het exploiteren van de militaire tehuizen. Met het verdwijnen van het leger was ook de bestaansreden van de bond opgeheven. De bond beschikte echter nog over een grote kas van 50.000 gulden. Dit bedrag werd bij de opheffing tussen 1 januari en april 1941 verdeeld onder de huisvaders om te voorkomen dat het in verkeerde handen viel. De NSB-advocaat mr. Max Franssen (1903-1981), stroman van Müller-Lehning, beschuldigde Sickinghe ervan het geld verduisterd te hebben en zei tot Sickinghe dat hij hem zou kunnen maken of breken. Sickinghe werd kwaad en antwoordde hierop: breken misschien, maken stellig niet. Franssen dreigde dat Duco nog nader van hem zou horen. Enkele dagen later stond 's ochtends de Duitse politie bij Sickinghe voor de deur. Sickinghe dacht destijds opgepakt te zijn voor zijn rol bij de Ordedienst, maar bleek later gevangen genomen te zijn met een groep anti-revolutionairen. Hij werd overgebracht naar het gebouw van het Ministerie van Koloniën op het Plein. Hij bevond zich te midden van oud-ministers, Kamerleden, predikanten en schoolbesturen die hetzelfde lot waren toebedeeld. 's Middags werd Sickinghe per autobus vervoerd naar het Amsterdamse hoofdkwartier van de SS op de Euterpestraat. Hier volgde een verhoor wat bestond uit het noteren van de maatschappelijke omstandigheden. Sickinghe gaf gewaagd op agrariër te zijn. Niet veel later werd hij met enkele anderen naar het internerings- en concentratiekamp Kamp Schoorl getransporteerd. Sickinghe zat hier uiteindelijk gevangen tot 15 augustus 1941. Hij werd daarna vrijgelaten als 'Agrariër im interesse der Deutschen Volkswirtschaft'. 
In augustus 1942 werd wederom een arrestatiebevel tegen Sickinghe uitgevaardigd. Op het moment dat de Duitsers opnieuw bij zijn huis aankwamen zat het huis echter op slot en waren de rolluiken dicht. De soldaten sloegen met hun geweerkolven op de rolluiken, maar konden niet binnenkomen. Sickinghe dook sinds dat moment onder en slaagde erin tot het einde van de oorlog op vrije voeten te blijven. 

### Als bestuurder
Sickinghe was bestuurslid van talrijke organisaties. Zo was hij voorzitter en penningmeester van de Koninklijke Militaire Bond Pro Rege (Koninklijke PIT Pro Rege). Hij was zeker 30 jaar lang bestuurslid bij het Prot. Militair Tehuis en werd naar aanleiding van zijn langdurige inzet voor de bond bij Koninklijk besluit van 24 mei 1950 geridderd tot Officier in de Orde van Oranje-Nassau. Bij het 80-jarig bestaan van de bond werd Sickinghe onder applaus benoemd tot erelid van de bond. De voorzitter schetste de dagen na de bevrijding in 1945 als meest kritieke van het bondsbestaan en het was volgens hem Sickinghe, de vorige voorzitter, die zijn schouders onder het herstel zette.
Sickinghe was voorzitter van de Nederlandse Vereniging van Ex-Politieke Gevangenen (afd. Den Haag) en voorzitter van het Voorbereidend Werkcomité In 1951 was Sickinghe spreker bij de eerste openbare protestmeeting op het Binnenhof van het regionaal comité voor 's Gravenhage en omliggende gemeenten tegen het concentratiekampsysteem. Zij protesteerde tegen de onmenselijke behandeling van een groot aantal gevangenen in kampen in Rusland, Oost Duitsland, Spanje, Griekenland en Zuid Slavië. De heer K.R. van Staal deelde mede dat jhr. Sickinghe op korte termijn als voorzitter van een dergelijke commissie naar Spanje zou vertrekken 'teneinde ter plaatste een onderzoek in te stellen'. Op 29 september 1953 sprak Sickinghe op een bijeenkomst van de  Ned. Ver. van Ex-Politieke Gevangenen over de psychiatrische zorg in Nederland. Hij sprak uit dat 'men gelukkig sedert jaren in ons land de psychiatrische patient als zieke beschouwt en behandelt. Door de moderne psychiatrische zorg, die bijvoorbeeld in de stichting Veldwijk aan ruim 1000 patiënten wordt besteed en waarvoor een jaarbudget van meer dan twee miljoen gulden nodig is, kan gemiddeld per dag 1 patient genezen naar de maatschappij terugkeren'. Hij sprak daarnaast over de grote woningnood, die als gevolg had dat veel patiënten niet thuis konden worden verpleegd.
 

Sickinghe was vice-voorzitter van de Stichting Oorlogsmonument 1940-1945. Als vice-voorzitter van laatstgenoemde stichting staat zijn naam op de achterkant van de Bourdonklok op de Waalsdorpervlakte.

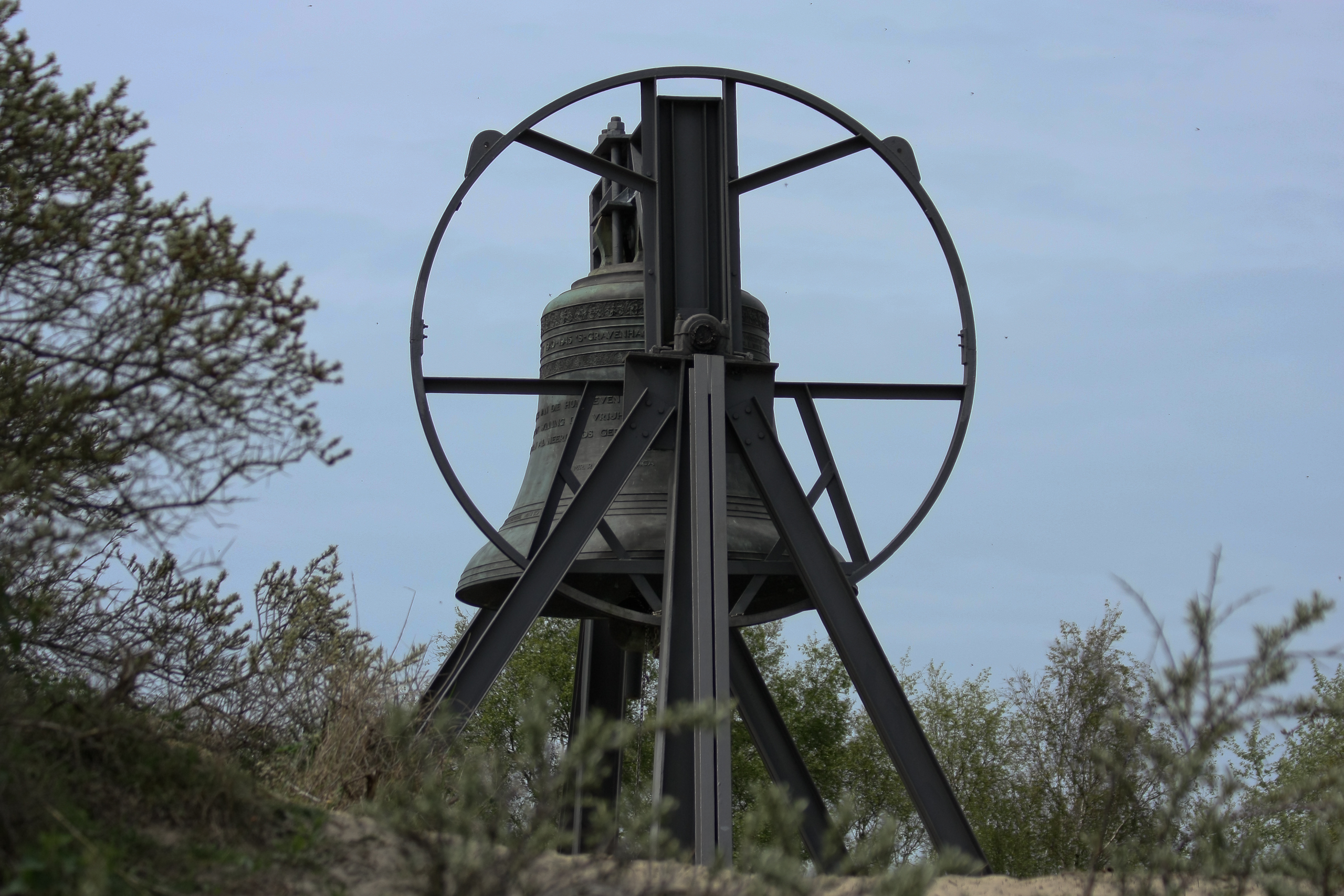
De bourdonklok op de Waalsdorpervlakte

In 1925 werd Sickinghe te Amsterdam benoemd als commissaris van Stichting Hoenderloo; een stichting die een thuis bood aan verwaarloosde kinderen. In 1940 werd Sickinghe door de directrice van de Cornelia Stichting bedankt voor zijn ijverige bemoeiingen. Deze hadden destijds geleid tot de bouw van een nieuw buurthuis in Nij Beets, 'in het centrum van den arbeid'.
Hij was bestuurslid van de Nederlandse Vereniging van Krankzinnigengestichten en penningmeester van de psychiatrische inrichting Stichting Veldwijk. Ook zat hij in het bestuur van de Vereniging tot Christelijke Verzorging aan Zenuwzieken in Nederland. Bij de bestuursverkiezing in 1956 werd Sickinghe herkozen.
Sickinghe was daarnaast bestuurslid van het Diaconessenhuis Bronovo en het consistoire van de Waalse Kerk (Eglise Wallone) te 's-Gravenhage.

## Onderscheidingen
- Ridder in de Orde van Oranje-Nassau (1925)
- Officier in de Orde van Oranje-Nassau (1950)

### Buitenlandse Onderscheidingen
- Ridder in de Orde van de Heilige Schatten (1922), Japan
- Officer in de Orde van de Ster van Roemenië (Astra Romana) (1922), Roemenië
- Ridder 2e klasse in de Orde van Sint-Olaf, Noorwegen

## Trivia
- Duco W. Sickinghe, zeer goed Duits en Frans sprekend, werd (nog voor de Tweede Wereldoorlog) onderscheiden met het IJzeren Kruis maar heeft hier nimmer een beroep op gedaan.
- Sickinghe was als familiearchivaris verantwoordelijk voor de totstandkoming van het Sickinghe Musiefwerk. Het werk draagt als naam: Zeven Eeuwen Sickinghe, Der Sickinghe Musiefwerk en bestaat uit acht kloeke delen. Hij voltooide dit werk in 1970 op 83-jarige leeftijd.
- Naar aanleiding van twee dagboeken van Duco Wilhelm Sickinghe (1888-1983) uit de tijd dat hij luitenant-ordonnansofficier van koningin Wilhelmina was, werd door de historica Janine Jager een boek geschreven. Het verscheen in 2019 met de titel: De Maarschalkstafel, dagboeken van Duco Wilhelm Sickinghe, ordonnansofficier van koningin Wilhelmina.